# Joseph Chusak Sirisut
Joseph Chusak Sirisut (ur. 24 lutego 1956 w Bang Nok Kwek) – tajski duchowny rzymskokatolicki, od 2007 biskup Nakhon Ratchasima, przewodniczący Konferencji Episkopatu Tajlandii w latach 2021–2025.

## Życiorys
Święcenia kapłańskie przyjął 11 maja 1984 i został inkardynowany do diecezji Ratchaburi. Po święceniach przez dziesięć lat pracował w szkołach i instytutach diecezjalnych na terenie diecezji, zaś w 1995 rozpoczął roczny staż wikariuszowski w Samutsongkram. W 1997 mianowany ekonomem diecezjalnym oraz kanclerzem kurii. W latach 2000–2004 studiował w Manili, zaś po powrocie do kraju objął stanowisko wykładowcy w seminarium w Sampran.
30 listopada 2006 został prekonizowany biskupem Nakhon Ratchasima, zaś 10 lutego 2007 przyjął sakrę biskupią z rąk swego poprzednika na tej stolicy biskupiej, Joachima Phayao Manisapa. W latach 2009-2018 i ponownie od marca 2025 pełni funkcję sekretarza generalnego tajskiej Konferencji Episkopatu. W latach 2021-2025 pełnił funkcję przewodniczącego tajskiej Konferencji Episkopatu.